# 江桥镇
江桥镇是中国上海市嘉定区的一个镇，位于嘉定区、普陀区、长宁区三区交汇处，西接安亭镇，北邻南翔镇，面积42.37平方公里。户籍人口5.66万人（2008年）。江橋一詞據說來自北宋年間吳淞江支流橫瀝江上的一座石橋。

## 交通
沪宁高速公路、京沪铁路、沪昆铁路、沪宁城际高速铁路、312国道等从镇区穿过。
上海轨道交通13号线、14号线、嘉闵线（在建）亦有经过镇区。

## 行政区划
江桥镇下辖以下居委会及村委会：曹安社区居委会、江宁社区居委会、江安社区居委会、杨柳社区居委会、江丰社区居委会、金华社区居委会、恒嘉社区居委会、封杨社区居委会、富友社区居委会、嘉城社区居委会、嘉怡社区居委会、金岸社区居委会、嘉华社区居委会、江华社区居委会、金桥社区居委会、金中社区居委会、金莱社区居委会、金旺社区居委会、金园社区居委会、嘉川社区居委会、嘉星社区居委会、嘉航社区居委会、金佳社区居委会、金水社区居委会、金虹社区居委会、高潮村村委会、幸福村村委会、五四村村委会、沙河村村委会、华庄村村委会、建华村村委会、火线村村委会、太平村村委会、红光村村委会、年丰村村委会、新江村村委会、封浜村村委会、增建村村委会、新华村村委会、先农村村委会、星火村村委会。